# 23. listopada
23. listopada (23. 10.) 296. je dan godine po gregorijanskom kalendaru (297. u prijestupnoj godini).
Do kraja godine ima još 69 dana.

## Događaji

### Hrvatska
- 1847. – Hrvatski sabor donosi odluku kojom se hrvatski jezik uzvisiva na čast i vrijednost uvažavanja koju je dotad uživao latinski jezik, odnosno uvesti ga u sve urede u Saboru kao službeni jezik.
- 1873. – Dovršena željeznička pruga Rijeka – Karlovac, kojom je ostvarena veza s Budimpeštom.
- 1946. – Jugoslavenski predsjednik Josip Broz Tito pustio je u promet most preko Rječine čime je simbolički izbrisana granica između Rijeke i Sušaka.
- 1991. – Utemeljena 129. brigada HV, Karlovac.
- 1991. – Utemeljena 131. brigada HV, Županja.
- 1991. – Utemeljena 134. brigada HV, Zadar.
- 1991. – Utemeljena 136. brigada HV, Podravska Slatina.
- 2008. – Izvršen je atentat na hrvatskog novinara Ivu Pukanića u centru Zagreba.

### Svijet
- 1641. – U Sjevernoj Irskoj katolički su Irci ubili tisuće engleskih i škotskih doseljenika koji su 1609. došli na otok. Tome je u Londonu, 12. svibnja prethodilo pogubljenje irskog namjesnika Thomasa Wentwortha, Earla od Strafforda.
- 1707. – Sastao se prvi parlament Velike Britanije.
- 1911. – Prva uporaba zrakoplova u ratu: talijanski pilot poletio iz Libije da istraži turske linije za vrijeme tursko-talijanskog rata.
- 1915. – U New York Cityu, 25.000-33.000 žena marširale 5. Avenijom zahtijevajući pravo na glasanje.
- 1929. – Prvi transkontinentalni let počeo iz New York City-a do Los Angelesa.
- 1941. – Spaljivanje Židova u Odesi u Ukrajini: 19,000 Židova je živo spaljeno u Dalniku u Odesi, od rumunjskih i njemačkih trupa. Idući dan, još 10,000 Židova je ubijeno.
- 1956. – Započela Mađarska revolucija – tisuće mađara protestiralo protiv sovjetske okupacije.
- 1989. – Republika Mađarska službeno objavljena od predsjednika Mátyás Szűrösa
- 1992. – Akihito postao prvi japanski car koji je stao na kinesko tlo.
- 1999. – Apple Computer's-ov Mac OS 9 predstavljen i rasprodan.
- 2001. – Apple Computer predstavio iPod.
- 2002. – Počela opsada moskovskog kazališta: čečenski pobunjenici zauzeli kazalište u Moskvi i uzeli oko 700 ljudi za taoce.

| - 1715. – Petar II., ruski car, ruski car († 1730.) - 1801. – Albert Lortzing, njemački skladatelj († 1851.) - 1820. – Štefan Selmar, slovenski pisac, prevoditelj i katolički svećenik († 1877.) - 1825. – Ivan Pavao Vlahović, hrvatski liječnik i prirodoslovac († 1899.) - 1833. – Alfred Nobel, švedski kemičar i industrijalac († 1896.) - 1842. – Ivan Jesse Kujundžić, hrvatski književnik († 1903.) - 1848. – Vjekoslav Spinčić, hrvatski političar († 1933.) - 1910. – Josip Kaplan, hrvatski skladatelj, zborovođa i glazbeni pedagog († 1996.) - 1910. – Ivica Sudnik, samoborski kroničar († 2002.) - 1911. – Zvonko Lovrenčević, hrvatski etnolog († 1990.) - 1940. – Pelé, brazilski nogometaš († 2022.) - 1954. – Ang Lee, tajvanski filmski redatelj - 1956. – Dianne Reeves, američka jazz pjevačica - 1960. – Wayne Rainey, američki motociklist - 1961. – Marko Pipunić, hrvatski poduzetnik - 1980. – Mate Bilić, hrvatski nogometaš - 1986. – Jovanka Radičević, crnogorska rukometašica | - 930. – Daigo, japanski car (* 885.) - 1456. – Ivan Kapistran, talijanski svetac (* 1386.) - 1903. – Francis Ellingwood Abbot, američki filozof (* 1863.) - 1939. – Zane Grey, američki književnik (* 1872.) - 1944. – Charles Glover Barkla, britanski fizičar (* 1877.) - 1986. – Edward Adelbert Doisy, američki biokemičar i nobelovac (* 1893.) - 2011. – Marco Simoncelli, talijanski motociklist (* 1987.) - 2013. – Dolores Lambaša, hrvatska glumica (* 1981.) - 2015. – Krunoslav Hulak, hrvatski šahist (* 1951.) |

## Blagdani i spomendani
- Dan grada Iloka